# Oveja de Soay

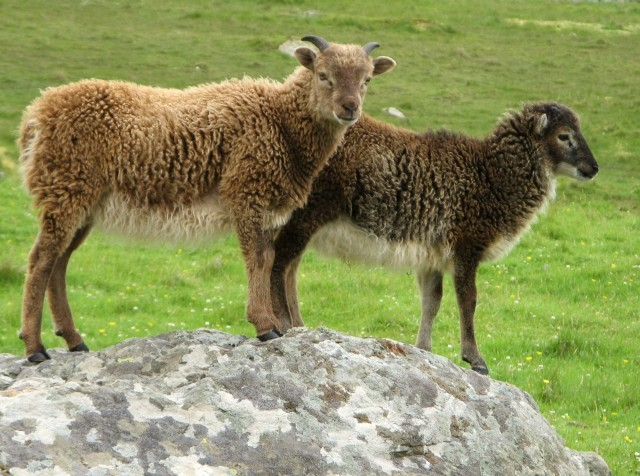
Ejemplares de raza Soay en la isla de Hirta.

La oveja de Soay o carnero de Soay es una raza primitiva de oveja autóctona de la isla de Soay, y de otras vecinas del archipiélago escocés de Saint Kilda.
De colores oscuros y lana escasa, su aspecto recuerda más al de un muflón o un urial, con quienes está emparentada, que al de una oveja. 